# Camino (Italie)
Pour les articles homonymes, voir Camino.
Camino est une commune italienne de la province d'Alexandrie dans le Piémont en Italie.

## Administration
| Période                                  | Période | Identité | Étiquette | Qualité |
| ---------------------------------------- | ------- | -------- | --------- | ------- |
|                                          |         |          |           |         |
| Les données manquantes sont à compléter. |         |          |           |         |

### Hameaux
Castel San Pietro, Brusaschetto, Isolengo, Rocca delle Donne, Piazzano, Zizano

### Communes limitrophes
Gabiano, Mombello Monferrato, Morano sul Po, Palazzolo Vercellese, Pontestura, Solonghello, Trino